# Kaspijsk
Kaspijsk (ros. Каспийск) – miasto w Rosji (Dagestan) nad Morzem Kaspijskim.
W mieście przeważa przemysł włókienniczy, maszynowy oraz materiałów budowlanych. W Kaspijsku jest muzeum krajoznawcze. Liczba ludności to ok. 123 tys. (2020).